# Ragusa (provins)
Ragusa var en provins i regionen Sicilien i Italien. Ragusa är huvudort i provinsen. Provinsen etablerades 1927 och upphörde 2015 när den ombildades till ett fritt kommunalt konsortium Ragusa.

## Världsarv i provinsen
- Senbarockstäder i Val di Noto (sydöstra Sicilien).

## Administrativ indelning
Provinsen Ragusa var indelad i 12 comuni (kommuner) 2015.

## Geografi
Provinsen Ragusa gränsar:
- i norr mot provinsen Catania
- i öst mot provinsen Siracusa
- i syd mot Medelhavet
- i väst mot provinsen Caltanissetta